# Festőművészet

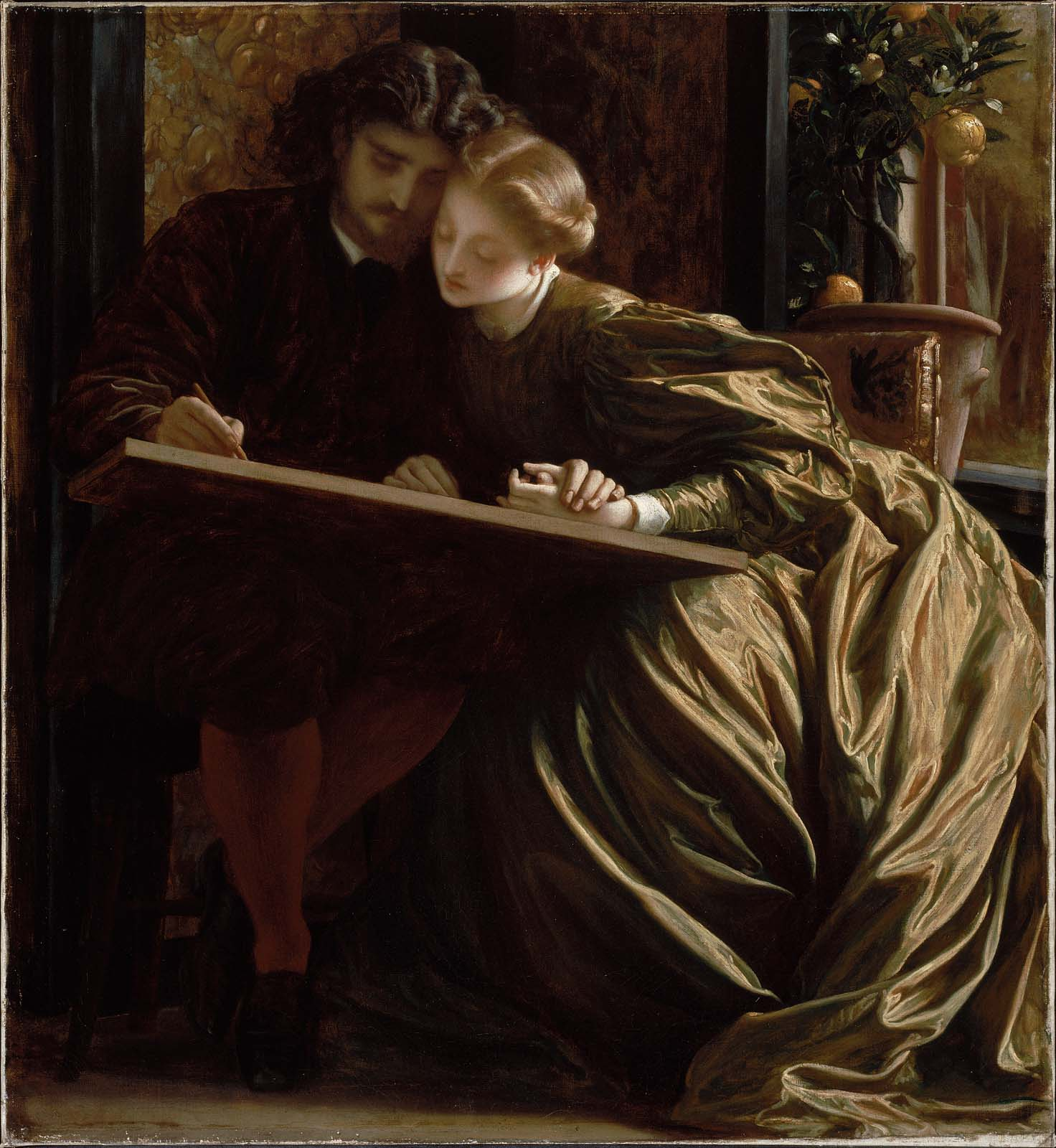
Frederic Leighton: A festő mézeshetei (1864)

A festőművészet a képzőművészet egy ága, amely síkbeli színekből, vonalakból állít elő művészi kompozíciót. Terméke a kép vagy festmény. Ez anyagától függően lehet olajfestmény, tempera, akvarell, gouache, freskó, mozaik, üvegfestmény, tűzzománc, textil stb. E technikák közös jellemzője, hogy színes anyagokat – festéket, üvegdarabokat, zománcot, fonalakat stb. – visznek fel, helyeznek el valamilyen hordozó alapra.
A sokszorosítási eljárással készített művészi lapokat nem a festészet, hanem a grafika kategóriájába szokás sorolni.
A festmény lehet ábrázoló, azaz figuratív, vagy nem ábrázoló, vagyis nonfiguratív.
A figuratív festészet az ábrázolás tárgya alapján műfajokra osztható: lehet életkép, tájkép, csendélet, arckép, stb. Alkalmazása szerint a festmény lehet táblakép, falkép, miniatúra, stb.